# يوجين دونيلي
يوجين دونيلي (بالإنجليزية: Eugene Donnelly)‏ هو سائق رالي بريطاني، ولد في 13 يناير 1967 في مقاطعة لندنديري في المملكة المتحدة.

## روابط خارجية
- يوجين دونيلي على موقع eWRC-results.com (الإنجليزية)